# Ladislav Holoubek
Ladislav Holoubek (13. srpna 1913 Praha – 4. září 1994 Bratislava) byl český a slovenský hudební skladatel a dirigent.

## Život
Po maturitě na gymnáziu v Trnavě studoval na Hudební a dramatické akademii v Bratislavě hru na klavír u E. Križana, dirigování u Josefa Vincourka a skladbu u Alexandra Moyzese. Své vzdělání dovršil v letech 1934–1936 studiem v mistrovské třídě Vítězslava Nováka na Pražské konzervatoři. V roce 1933 se stal dirigentem Slovenského národního divadla ve kterém působil až do roku 1952. V letech 1955–1958 byl dirigentem Vojenského uměleckého souboru v Bratislavě a v letech 1955–1958 uměleckým ředitelem a dirigentem Opery Státního divadla v Košicích. V roce 1958 se vrátil na čas do Bratislavy a v roce 1966 opět do Košic. V košické opeře působil jako dirigent až do roku 1981.

## Dílo

### Opery
- Stella op. 18 (libreto autor podle Henry Ridera Haggarda, 1938, revize 1949)
- Svitanie op. 24 (libreto Jarko Elen-Kaiser, 1940)
- Túžba op. 28 (libreto Ferdinand Gabaj, 1943, rev. 1963, 1969)
- Rodina op. 46 (libreto autor podle Ilji Prachaře, 1959)
- Profesor Mamlock op. 50 (libreto autor podle Friedricha Wolfa, 1964)
- Bačovské žarty op. 62 ( libreto autor podle J. Roba-Poničana, 1975)

### Orchestrální skladby
- Ouvertura op. 16 (1932)
- Mazurka op. 2 pre orchester (1935)
- Symfonická idyla op. 6 (pred 1936)
- Symfónia č. 1 op. 26 (1938, rev. 1948)
- Haló, Trnava! op. 21 (1943)
- Polonéza op. 20 (1943)
- Slovan op. 22 (1943)
- Terciový menuet op. 23 (1943)
- Romance triste op. 30 (1946)
- Symfonietta op. 33 (instrumentovaná klavírní Sonáta č. 2, 1947)
- Slovenský tanec (1948)
- Desať variácií na vlastnú tému op. 41 pre orchester (1950)
- Letecký deň op. 40 (1952)
- Ráno v kasárni op. 39 (1952)
- Do boja! op. 61 (1973)
- Vzdory a nádeje op. 54 (1973)
- Romantické variácie na dve ľudové piesne z okolia Piešťan op. 72 (1983)
- Symfónia č. 2 op. 75 (1987)
- Pozdrav menu BACH op. 76 (1988)
- Veselica (V dedine na Záhorí) op. 77 (1987)
- Zaľúbenci op. 74 (1987)
- Dcérenka moja (Spevy nad kolískou) op. 34 Cyklus piesní pre mezzosoprán s orchestrom na báseň Vojtecha Mihálika (1952)
- K ľudu! op. 42 (Pavol Országh Hviezdoslav, 1954)
- Benedictus op. 7/a (sóla, sbor a orchestr, 1935)
- Mesačná noc op. 31 (text Ctibor Štítnický, 1951)
- Pieseň o povstaní op. 35 (1952)
- Genezis op. 70 Kantáta na báseň Milana Rúfusa pre basbarytón, miešaný zbor a orchester (1982)
- Prelúdium, passacaglia, toccata op. 3 pro klavír a orchestr (pred 1936)
- Koncert op. 66 pre lesný roh a orchester (1980)
- Concertino op. 67 pro hoboj a orchestr (1981)

### Komorní hudba
- Trio op. 13 pre flautu, husle a harfu (pred 1936, rev. 1985)
- Variácie na slovenskú ľudovú pieseň op. 71 (klavírní trio, 1983)
- Sláčikové kvarteto č. 1 op. 12 "O nenávisti a láske" (pred 1936)
- Sláčikové kvarteto č. 2 op. 32 (1948)
- Sláčikové kvarteto č. 3 (dodekafonické) op. 49 (1962)
- Hudobná scéna op. 57 pre sláčikové kvarteto (1972)
- Dychové kvinteto op. 17 (1938)

### Scénická hudba
- I. Gajdoš: Zakliaty kvet (1927)
- Ľudo Zúbek: Amor a Psyché (1936)
- Pavol Országh Hviezdoslav: Herodes a Herodias (1937)
- Sofokles: Kráľ Oidipus op. 23 (1943)
- Sofokles: Antigóna op. 45 (1954)
- Keď sa mačky hrajú op. 53 (1971)

### Filmová hudba
Dokumentární filmy
- Bujná krv (1942)
- Čierne umenie (1944)
- Kvapka slnka (1944)
- Orlím vzletom (Slovenské krídla) (1944)
- Nepriateľ medzi nami (1948)
- Odkazy minulosti (1948)
- Zem a stroj (1948)
- Bratislava (1949)
- Závodné predajne (1951)
- Učiteľka (1955)

Hrané filmy
- Epizódka (1948)
- Priehrada (1950)